# Жданов, Семён Митрофанович
Семён Митрофа́нович Жда́нов (1 сентября 1916, село Владимировка, Воронежская губерния — март 1994, Тольятти) — работник сельского хозяйства, Герой Социалистического Труда (1966).

## Биография
Семён Жданов родился в 1916 году в крестьянской семье. С 1931 года работал трактористом в Среднеикорецкой МТС, окончил в 1936 году Борисоглебскую 2-х годичную автотракторную школу
С 1937 года в рядах Красной Армии, в 1939 году окончил Ленинградское Краснознамённое артиллерийское техническое училище, участвовал в финской войне 1939—1940 годов.
В годы Великой Отечественной войны сражался на Ленинградском фронте (с 22 июня 1941 года), затем на 3-м Прибалтийском фронте (с 10 августа 1944 года), позднее на 2-м Прибалтийском фронте (с 10 октября 1944 года). Служил начальником артиллерийского снабжения 65-го стрелкового полка 43-й стрелковой дивизии, капитан. Награждён боевым орденом и медалями.
Семён Митрофанович Жданов член ВКП(б) с 1941 года.
После демобилизации работал на различных промышленных предприятиях Куйбышева. В 1953 году по решению Куйбышщевского обкома партии С. М. Жданов был направлен в Мусоркскую МТС заведующим районной мастерской. В 1956 году в рамках движения «тридцатитысячников» возглавил колхоз «Победа» в селе Мусо́рка Ставропольского района Куйбышевской области.
В 1960—1980-е годы колхоз «Победа» был передовым хозяйством в районе и в области, многократным участником Выставки достижений народного хозяйства в Москве. За достижение колхозом высоких производственных показателей Семёну Жданову было присвоено звание Героя Социалистического Труда.
Член бюро райкома КПСС, избирался членом обкома КПСС, депутатом районного и местного Советов депутатов трудящихся.
После 1987 года переехал в Тольятти.
Семён Митрофанович Жданов скончался в 1994 году.

## Награды
- Герой Социалистического Труда (23.06.1966)
- Орден Ленина (23.06.1966)
- Орден Октябрьской Революции (8.04.1971)
- Орден Отечественной войны II степени (11.03.1985)
- Орден Трудового Красного Знамени (21.11.1958)
- Орден Красной Звезды (10.01.1945)
- Медаль «За оборону Ленинграда» (22.12.1942)